# Léon-Gontran Damas
Pour les articles homonymes, voir Damas (homonymie).
Léon-Gontran Damas, né le 28 mars 1912 à Cayenne, mort le 22 janvier 1978 à Washington, DC, est un poète, écrivain et homme politique français.
Enfant d'un père guyanais et d'une mère martiniquaise, il grandit au sein de la classe aisée créole. Il a une scolarité brillante ce qui lui permet de poursuivre des études universitaires en droit puis en langues (russe, japonais et baoulé) à l'École des langues orientales de Paris. Là, il rencontre de nombreux intellectuels et artistes noirs de tous horizons et participe par cette émulation intellectuelle à l'émergence du mouvement de la Négritude.
Aux côtés d'Aimé Césaire et de Léopold Sédar Senghor, il lutte contre l'assimilationnisme et critique le colonialisme. Il commence à écrire dans des revues parisiennes telles que La Revue du monde noir (1931-1932), puis publie son premier recueil de poèmes, Pigments, en 1937. Son œuvre la plus reconnue est le recueil Black-Label paru en 1956. Les thèmes principaux de ses œuvres sont la solitude, l'exil, la honte de l'assimilation et la critique de l'exotisme. Contrairement à ses pairs, il n'hésite pas à se consacrer exclusivement à la littérature et à demeurer plus libre dans ses propos qui sont par conséquent, plus virulents et teintés d'humour grinçant.
Il s'engage brièvement en politique et est député de Guyane de 1948 à 1951. Il est proche de la gauche marxisante de laquelle il est issu de par ses fréquentations parisiennes. Jusqu'à la fin de sa vie, il entreprend de nombreux voyages afin de promouvoir les cultures africaines et ainsi faire émerger un sentiment d'appartenance à une identité africaine.
Léon-Gontran Damas est généralement moins connu du grand public que Aimé Césaire ou Léopold Sédar Senghor mais reste une figure incontournable de la Négritude.

## Biographie

### Sa jeunesse (1912-1934)
Léon-Gontran Damas naît le 28 mars 1912 à Cayenne, en Guyane, d'Ernest Damas, agent des travaux publics et Guyanais d'origine européenne et africaine, et de Marie Damas (née Aline), Martiniquaise d'origine amérindienne et africaine. Il est ainsi dit « mulâtre », c'est-à-dire un métis, statut qu'il revendique dans son recueil Black-Label en parlant des « trois fleuves [qui] coulent dans mes veines », ces fleuves étant ceux de ses origines amérindiennes, européennes et africaines. Le début de sa vie est marqué par trois disparitions successives. Tout d'abord, sa sœur jumelle Gabrielle meurt peu après leurs naissances. Puis, l'année suivante, c'est sa mère qui décède. Enfin, en 1914, sa grand-mère Bathilde meurt à son tour. Il sera, dès lors, recueilli par sa tante, Man Gabi. Le souvenir de la mise en bière de sa grand-mère fut pour lui un traumatisme qui pourrait être à l'origine du mutisme dont il est atteint jusqu'à l'âge de six ans. Il arrive en 1924 en Martinique où il intègre la sixième A au lycée Schœlcher de Fort-de-France et rencontre son ami et futur collègue Aimé Césaire.
Il poursuit ses études en métropole et devient interne au collège de Meaux en 1928. Il se retrouve seul et fait face aux stéréotypes comme en témoignent les propos du directeur de l'établissement à son encontre : « Si mon père était bagnard, je serais aussi blanc que vous... La Guyane est le dépôt des bagnards, mais la France en est bien la fabrique... ». En 1929, il s'installe à Paris pour y suivre des études de droit à l'université selon la volonté de sa famille qui désire qu'il devienne notaire. Il est un étudiant plutôt dilettante et s'inscrit, en parallèle, à l'École des langues orientales et suit divers cours de langue. Il désire apprendre le baoulé, mais aussi le russe pour lire Pouchkine dans la langue et le japonais afin de « mieux connaître le peuple nippon qu’on dit avoir du sang nègre dans les veines ». Il s'inscrit plus tard en faculté de lettres et étudie par la suite à l'Institut d'Ethnologie de Paris, puis à L’École pratique des hautes études.
En parallèle, il fréquente le salon de littérature de Paulette Nardal et y rencontre l'ensemble des diasporas noires présentes à Paris. C'est en 1930 qu'il fait la rencontre de son futur collègue de la négritude, Léopold Sédar Senghor. Le trio du mouvement est complet quand arrive Aimé Césaire en 1932. L'émulation artistique et intellectuelle est importante. Il vend Légitime Défense, périodique de ses amis René Ménil et Thélus Léro, et La Revue du monde noir de Léo Sajous (pl). Il fréquente Robert Desnos auprès duquel il diffuse de la poésie noire-américaine. Il y rencontre des artistes et poètes de tous horizons, s’intéresse au Surréalisme et au jazz exporté par des musiciens américains. On compte parmi ses proches, en plus de ceux cités précédemment, le poète martiniquais Gilbert Gratiant, l’Haïtien Jacques Roumain, l'Américain Langston Hughes, le Jamaïcain Claude McKay ou le Cubain Nicolás Guillén, formant cet ensemble de « la poésie noire présente à Paris. » Il y développe sa pensée et rejette le modèle assimilationniste de la colonisation tout en affirmant son identité noire. Ce qui le conduit à se brouiller avec sa famille qui, dès lors, lui coupe les vivres, l'obligeant à travailler comme barman, plongeur ou encore ouvrier.

### Vers un engagement politique marqué (1934-1951)
Cinq de ses poèmes sont publiés dans la revue Esprit en 1934. Il crée, en 1935, aux côtés de Senghor et Césaire la revue L'Étudiant noir où il publie trois poèmes : Obsession, Pour Sur et Limbé(r). Il publie le premier ouvrage de la Négritude en 1937 avec son recueil de poèmes Pigments ; il y adopte un ton direct, simple, voire incisif à l'égard de la société coloniale de son temps. Ce qui lui vaudra, d'ailleurs, de voir son œuvre censurée aux prémisses de la Seconde Guerre mondiale. Daniel Maximin explique ainsi la poésie damassienne : « Partant du silence, il va essayer de forger des poèmes à partir de l’impossibilité de parler. C’est pour cela qu’il choisit la poésie, la parole essentielle. Il y a peu de mots, qu’il va falloir bien choisir, bien mettre en évidence, des mots coupés en morceaux. » La même année, il est choisi par le musée d’ethnographie du Trocadéro afin de mener une mission sur sa terre natale : la Guyane. De cette expérience naît un ouvrage publié en 1938 : Retour de Guyane, complété par deux articles parus en août et octobre de la même année puis par Misère Noire en juin 1939. L'analyse marxisante et la critique des élites noires guyanaises, notamment de la corruption et du discours assimilationniste tenu par ces derniers, lui valent l’antipathie de l'administration coloniale qui aurait tenté de faire disparaitre un nombre important d'ouvrages. Finalement le livre est censuré rétroactivement en 1939.
Il s'engage dans la Résistance en 1939 aux côtés de Jean-Louis Baghio'o et de Marguerite Duras. En 1943, il est arrêté, puis relâché le jour même, par la Gestapo,. Après le conflit mondial, il est décoré pour son engagement . D'un point de vue privé, il épouse la Martiniquaise Isabelle Victoire Cécilia Achille en 1949. À l'instar d'Aimé Césaire et Léopold Senghor, il entre dès 1946 en politique en participant au « Mouvement de la renaissance guyanaise » avec René Jadfard afin de faire contrepoids aux idées assimilationnistes défendues par le célèbre Gaston Monnerville. Il est député de Guyane de 1948 à 1951 remplaçant son camarade René Jadfar mort dans un accident d'avion.,. Un an après le début de son mandat, il est interviewé par Pierre Fromentin dans l'émission radiophonique Ainsi va le monde. Le député du nouveau département d'Outre-Mer (DOM), y est questionné sur la situation socio-économique de la Guyane. Il donne son sentiment sur le nouveau statut juridique et la nouvelle administration qui en découle mais également sur les perspectives sociales et économiques de ce territoire français d'Amérique du Sud. Il siège aux côtés de la SFIO marquant son attachement au socialisme et s'oppose farouchement à Gaston Monnerville, élu guyanais adhérant aux thèses assimilationnistes. En outre il critique la loi de départementalisation de 1946 qui fait de la Guyane, la Guadeloupe et la Martinique des départements français. En 1950, il est nommé à la tête d'une commission d'enquête à la suite de la fusillade de Dimbroko en Côte d'Ivoire le 30 janvier 1950. Toutefois le Rapport Damas, accablant vraisemblablement les autorités coloniales et confortant Houphouët-Boigny, n'est pas publié.

### Damas, l'ambassadeur culturel (1952-1978)
Léon-Gontran Damas, après sa brève carrière politique, s'engage pour la promotion de la culture noire, multipliant les voyages et les conférences comme l’Âme noire et le surréalisme. Il visite ainsi le Brésil (où il rencontre sa seconde épouse Marietta Campos, qu’il épouse en 1967), la Jamaïque, Cuba ou encore Haïti où il est décoré de l’ordre national « Honneur et Mérite au grade de chevalier » puis devient citoyen d’honneur de la ville de Port-au-Prince. De 1952 à 1957, il se voit octroyer de nombreuses missions culturelles par le ministère des Affaires Étrangères notamment vers l'Afrique au Cameroun, au Congo (à Brazzaville), en Côte d’Ivoire, au Dahomey (actuel Bénin) ou encore au Togo. Il publie durant cette période deux de ses ouvrages majeurs : Graffiti en 1952 et Black-Label en 1956.
En 1958, il est nommé conseiller à la culture auprès de la société de radiodiffusion; il en profite pour continuer à mettre en valeur les auteurs noirs et favoriser l'expression publique de ces derniers. Il est limogé en 1962. Il devient par la suite consultant à l'UNESCO et est chargé d'étudier « la survivance de la culture africaine dans le nouveau monde ». Il y représente ainsi à plusieurs reprises la société africaine de culture, fondée par son ami Alioune Diop. En parallèle, il devient un des rédacteurs de la revue Présence Africaine fondée par le même Alioune Diop. Il continue durant cette période à voyager beaucoup, revenant sporadiquement en Guyane « terre de l'éternel retour ».
Il décide, en 1970, de s'installer aux États-Unis à Washington. Il enseigne la littérature à l'université de Georgetown et continue de voyager dans tout le pays pour y donner des conférences. Il rencontre de nombreux auteurs afro-américains tels que Langston Hughes ou Richard Wright. Il enseigne par la suite à l'université Howard.
Il tombe malade et se voit diagnostiquer un cancer de la langue puis un cancer de la gorge. Léon-Gontran Damas meurt le 22 janvier 1978 aux États-Unis. Son corps est rapatrié et enterré en Guyane à Cayenne. Sur sa tombe, à la conception moderne fabriquée par un artiste local, se trouve comme épitaphe son poème La Torche de résine portée, poème exhortant à regarder vers l'avenir.

## Les thèmes de ses œuvres

### La solitude et la mort
L'un des premiers thèmes que Léon-Gontran Damas aborde dans ses œuvres est la solitude. En tant que « mulâtre », il a le sentiment d'appartenir à la fois à de nombreuses cultures et dans un même temps ne pas posséder d'origine. Comme il l'affirme dans son recueil de poèmes Black-Label, « trois fleuves coulent dans mes veines », il fait ainsi référence à son origine africaine, sa terre natale d'Amérique ainsi que sa nationalité française. Et pourtant il ne se sent appartenir à aucune origine, il n'a ni généalogie ou ancêtre reconnu. La solitude est au cœur de ses thématiques, seul par ses origines ainsi que par la perte de ses proches. Léon-Gontran Damas se présente comme un éternel solitaire de son premier à son dernier poème. Il exprime l'attente de ce qu'il nomme « ELLES », faisant référence à sa sœur, sa mère et sa grand-mère défuntes. La perte prématurée de ces trois êtres aimés le conduit à beaucoup parler de la mort et du chagrin. Le pronom personnel « ELLES » est réemployé à de nombreuses reprises dans ses recueils Black-Label et Névralgies, toujours écrits en majuscules et nommant rarement ce que ce « ELLES » désigne, il reste toujours lié à l'absence et à la nostalgie. Cette souffrance semble d'autant plus grande lorsqu'il parle de sa sœur jumelle Gabrielle qui meurt en couches et qu'il nomme également dans ses poèmes « mon double », mettant en avant la perte d'une partie de lui-même:
« Qui pourrait dire
qu’en ce jour anniversaire
j’eusse à célébrer l’absence
de toi mon double
Qui pourrait dire
si ce n’est toi
autre moi-même
réincarné mon double
mort-né »
La mort de sa mère et de sa grand-mère l'affecte aussi grandement. N'ayant qu'un an à la mort de la première et deux ans à celle de la seconde, il n'a pas le temps de les connaître, il doit grandir sans elles et s'enferme donc dans sa solitude, ce qui explique le mutisme dont il souffre jusqu'à ses six ans. Il met en avant leurs morts comme la disparition d'une partie de lui-même : « combien de MOI MOI MOI sont morts », les trois « MOI » représentant ces trois femmes qu'il a perdu avant même de pouvoir les appeler par leur vrai nom. Le mouvement de la Négritude découle en partie de cette solitude et de cette souffrance, avec la mise en valeur de cette identité et de cette culture noires, il recherche une partie de ses racines et s'y rattache.

### La Négritude
La question de l'identité est fondamentale dans les œuvres de Léon-Gontran Damas. Cofondateur du mouvement de la Négritude, il se distingue de ses pairs Aimé Césaire et Léopold Sédar Senghor de par sa pensée plus radicale et virulente mais aussi du fait de son "statut de mulâtre". Il semble souffrir de ce métissage et cherche à se rattacher à ses origines noires :
« Se peut-il donc qu’ils osent
me traiter de blanchi
alors que tout en moi
aspire à n’être que nègre
autant que mon Afrique
qu’ils ont cambriolée »
Durant toute sa vie, Léon-Gontran Damas lutte face à l'image des Noirs mise en avant par le monde européen ainsi que pour mettre en avant la production littéraire noire et diffuser le mouvement de la Négritude par la création de revues, d'anthologies ainsi que par la traduction des textes en diverses langues .

#### Ses débuts dans la Négritude

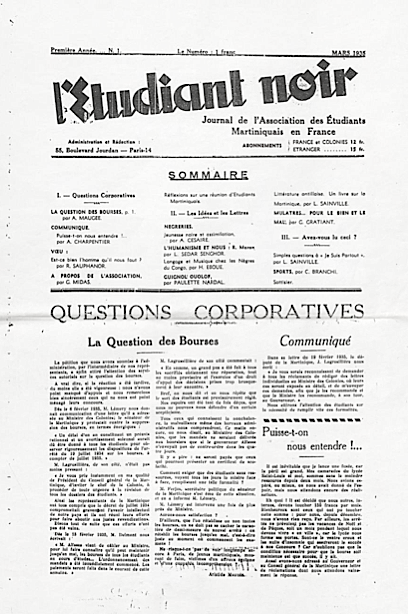
Couverture du premier numéro de L'Étudiant noir (Paris, mars 1935). Sources : BNF.

Ses premiers écrits marquants portant le thème de la négritude se font d'abord par le biais des journaux : La Revue du monde noir (1931-1932), Légitime Défense (1932) et L'Étudiant noir (1935). Léon-Gontran Damas, Aimé Césaire ou encore Paulette Nardal sont au cœur de ces groupes intellectuels qui réfléchissent sur la place des Noirs dans le monde. À travers ce mouvement, le but est de créer une unité entre les populations noires, quelle que soit leur nationalité, permettant de mieux défendre leur cause et de mieux se faire entendre. Le but est également de créer un lien intellectuel entre les Noirs. Léon-Gontran Damas exprime clairement le but de ces revues dans le premier numéro de L'Étudiant noir : « On cesse d’être un étudiant essentiellement martiniquais, guadeloupéen, guyanais, africain, malgache, pour n'être plus qu’un seul et même étudiant noir...». La Négritude émerge de ce mouvement intellectuel; chacun des trois fondateurs participe activement à ce développement. Léon-Gontran Damas se révèle avant tout être un poète, il publie son premier recueil Pigments en 1937 puis Retour de Guyane en 1938, Névralgie et Graffiti  en 1953  et enfin Black-Label en 1956. La Négritude est au centre de chacune de ses œuvres, il y dénonce le racisme, la discrimination, l'exotisme, l'acculturation et le colonialisme.

#### La critique du Colonialisme
La critique du colonialisme est virulente dans ses œuvres, il met en avant la figure d'autorité que représente l'Européen et brise l'imaginaire « Civilisateur ». Il présente les dérives de l'assimilation en décrivant la situation sociale, politique et économique catastrophique de la Guyane au point où ses textes jugés trop subversifs sont interdits par les pouvoirs publics et des exemplaires de Retour en Guyane sont brûlés . Il cherche à éveiller les consciences par la provocation.
Je vous mettrai les pieds dans le plat

ou bien tout simplement la main au collet

de tout ce qui m'emmerde

en gros caractères,

colonisation,

civilisation,

assimilation et la suite, [...]
Léon-Gontran Damas n'hésite pas à critiquer la passivité des Noirs eux-mêmes qui se complaisent dans cette assimilation dans le but de faire réagir : « Nous les gueux Nous les peu Nous les rien Nous les chiens Nous les maigres Nous les Nègres Qu’attendons-nous […] Pour jouer aux fous Pisser un coup Tout à l’envie Contre la vie Stupide et bête Qui nous est faite... ». Dans cet extrait, l'assimilation est vivement reprochée, c'est la solution facile, « c'est le moyen peut-être pour beaucoup d'être un peu moins nègre ». Damas cherche à revaloriser la culture africaine qu'il considère meurtrie par le colonialisme en montrant que la solution n'est pas de s'identifier à l'homme blanc qui se conforte ainsi dans son idée de supériorité, mais bien d'être fier de sa différence et de s'opposer au colonialisme qui alimente cette idée de prétendue supériorité. La lutte contre l'assimilation culturelle s'accompagne donc d'une lutte face à l'image d'époque du Noir « passif », pour la remplacer par celle de l'homme libéré.
De par le peu de place que prit la politique dans sa vie en comparaison avec ses pairs Aimé Césaire et Léopold Sédar Senghor, Léon-Gontran Damas put maintenir un point de vue hostile auprès du colonialisme sans jamais faire de concession. Il met de côté la politique car c'est à travers l'écriture et notamment la poésie qu'il se sent pleinement libre et capable de mener son combat.

##### Le poèmeHoquet, un exemple de critique de l'assimilation
Le poème Hoquet est issu du recueil Pigments. Dans ce poème, Léon-Gontran fait une description acerbe de l'éducation créole qui a marqué son enfance. Il y dépeint des moments de vie qui, une fois devenu adulte, continuent à le hanter en prenant la forme d'un hoquet indépassable comme l'attestent les premières lignes du poème :
« Et j'ai beau avaler sept gorgées d'eau
trois à quatre fois par vingt-quatre heures
me revient mon enfance
dans un hoquet secouant
mon instinct
tel le flic le voyou
Désastre
parlez-moi du désastre
Parlez-m'en »
Aujourd'hui, cet amer constat est présent sur le mur d'une école de sa ville natale à la manière d'un témoignage reconnaissant, a posteriori, sa critique de l'assimilationnisme. Ce poème a également fait l'objet en 2014, d'une interprétation sonore par l'artiste guyanaise Elsa Martine dans le cadre du projet Tribute to Léon-Gontran Damas.

#### L'Exotisme et la figure de l'Amérindien
À la différence de ses pairs, Léon-Gontran Damas ne se contente pas de défendre la cause noire. De par son origine et son mépris pour l'exotisme, il intègre à ses œuvres le mal-être des Amérindiens tout autant touchés par les problématiques avancées dans la Négritude. Kathleen Gyssels parle de « post-négritude » pour qualifier ces réflexions qui traitent des mêmes problématiques, à savoir la lutte contre l'imagerie primitiviste des "peuples exotiques" avancée par la pensée européenne. Cette critique, déjà évoquée dans Black-Label (1956), est illustrée dans son poème « Sauvage-de-bon-sens » où il attaque le concept "d'exotisme" qu'il considère réducteur. Sous la plume de Damas l'exotisme est un regard porté sur l'Autre, celui qui est différent et que l'on observe avec amusement et stupeur. Il est vecteur d'images et de stéréotypes alimentés par les zoos humains présentés dans les expositions coloniales. Ce terme, il l'associe à l'Europe et à l'homme blanc qui lie l'exotique au terme de « sauvage ». Cette vision de supériorité avancée par les Européens, il la tourne au ridicule. Dans son poème, il présente l'image de l’Amérindien parfaitement assimilé mais qui ne cesse d'être vu comme le « primitif », le « cannibale ». Cet exotisme est présenté comme la barrière qui alimente l'incompréhension entre les peuples. Macrumbo, l'Amérindien assimilé protagoniste de son poème, est alors victime d'un malentendu; voulant bien faire, il tente de baiser la main d'une Européenne en signe de salutation, celle-ci la retire aussitôt de peur que l'Amérindien ne tente de manger sa main. À travers ce poème Léon-Gontran Damas affirme que l'assimilation n'est pas une solution car pour l'Européen, le Noir ou l'Amérindien est perçu comme exotique, irrémédiablement différent et est associé à un certain nombre d'idées reçues.

## Son identité politique
Bien que sa carrière politique soit courte, son engagement est, lui, continu. Dans sa jeunesse, il est marqué par le marxisme comme la plupart des jeunes intellectuels de la Négritude, en témoigne l'analyse qu'il donne à travers Retour de Guyane. Il adopte dans cet ouvrage un ton virulent se montrant critique envers les élites assimilationnistes guyanaises tel que Gaston Monnerville, mais aussi envers la population se laissant faire. Il n'est donc pas anormal de le voir siéger aux côtés de la SFIO sur les bancs de l'assemblée nationale entre 1948 et 1951. Il partage la tendance marxiste et le combat antifasciste et antimilitariste, comme le prouve son engagement dans la Résistance. En quittant la vie politique il prolonge son combat à travers ses écrits. Il fait de la lutte anti-assimilationniste son credo; à travers la culture et ses nombreux voyages on peut constater sa volonté d'unifier et de voir émerger une identité noire.
Pourtant, de nombreux paradoxes entourent la personnalité de Damas. Cela se voit dans Retour de Guyane où il inclut, dans sa volonté d'améliorer la situation guyanaise, la méfiance des Martiniquais et de leur pseudo-volonté d'accaparer les richesses guyanaises, notamment l'or. Dans le même ouvrage il affirme son admiration du modèle américain, quitte à gommer la politique ségrégationniste pourtant connue, ce qui le conduira à vivre une profonde désillusion quant à ce modèle. Par ailleurs, bien qu'affirmant son africanité avec force il ne se sépare jamais de son malaise identitaire inhérent à son statut de métis, ce statut qu'il rejette tantôt et qu'il réaffirme parfois. Un exemple de la complexité de la personnalité de Damas est son opposition à la loi de départementalisation, pourtant proposée par son ami Aimé Césaire, refusant le compromis, qu'il perçoit comme assimilationniste, de cette loi.

## Postérité
Malgré son rôle central dans le mouvement de la Négritude, Léon-Gontran Damas est un auteur peu lu et peu reconnu de nos jours en comparaison avec ses deux collègues. Lors de la célébration de leurs centenaires, Léopold Sédar Senghor en 2008 reçoit de nombreux hommages tandis qu'Aimé Césaire en 2013 est la source de nombreuses publications. Le centenaire de Damas ne fait, quant à lui, que très peu de bruit hormis une réédition de Black-Label par Gallimard. Cependant, il demeure le sujet de nombreuses analyses littéraires : le personnage, sa pensée complexe et ses œuvres chaotiques fascinent. En 2014, Léon-Gontran Damas, Cent ans en noir et blanc est publié sous la direction d'Antonella Emina. L’œuvre fait hommage à l'homme, à son combat et à son art. Cette compilation d'articles réunit différents experts du sujet et personnes qui l'ont connu personnellement. Daniel Maximin analyse sa prose en soulignant les déboires de l'auteur qui nourrissent son combat. Femi Ojo-Ade évoque sa rencontre avec Damas en 1974 à l'université de Toronto. Kathleen Gyssels quant à elle propose une relecture de Black-Label en y introduisant de nouvelles problématiques.
C'est également un auteur qui inspire. L'héritage damassien dans la poésie de Daniel Maximin est tout à fait perceptible, il demeure une référence pour les héritiers du mouvement de la Négritude et ses textes sont fréquemment réemployés. Lors de son discours introductif aux débats sur le mariage pour tous à l'assemblée nationale en janvier 2013, Christiane Taubira cite Léon-Gontran Damas. Plus tard, Hervé Mariton et Christiane Taubira débattent de l'interprétation de ses écrits,. Dans son roman Nègre de personne paru en 2016, Roland Brival fait de Léon-Gontran Damas le protagoniste de son roman. Le titre lui-même est extrait de la poésie de Damas. Le roman dépeint la désillusion de l'auteur lorsqu'il découvre les États-Unis et la réalité de la ségrégation.

### Postérité en Guyane
En Guyane, l’œuvre et la vie de Léon Gontran Damas ont souvent été décriées par ses contemporains puis omises par ses successeurs. Il y a deux raisons à ceci, une d'ordre socio-culturel, l'autre d'ordre politique. En effet, Damas est l'un des premiers créoles guyanais à revendiquer, ou tout du moins accepter, sa triple appartenance comme le démontre la métaphore des Trois Fleuves irriguant ses veines. Il dénonce, par exemple, les discriminations à l'égard des Noirs Marrons. Il est également très critique à l'égard de la politique assimilationniste prônée et personnifiée par ses pairs à l'instar de Gaston Monnerville. Il exprimera son opposition à l'assimilation quelques années avant la loi de départementalisation du 19 mars 1946 dans son ouvrage Retour de Guyane paru en 1938.
Finalement, la mise à l'honneur de Damas est due, notamment, aux changements idéologiques qui ont eu lieu en Guyane au tournant du XXe et du XXIe siècle. La notion de triple identité de Damas est reprise par les Guyanais qui intègrent les Amérindiens et les Noirs Marrons à l'identité guyanaise. De plus, la question d'une Guyane plus autonome vis-à-vis de la métropole s'est de plus en plus posée lors des débats qui ont animé la politique guyanaise depuis le début du XXIe siècle et ce malgré la victoire du « Non » au référendum sur l'autonomie de la Guyane. Ces évolutions politiques rendant justice à la pensée de Damas, c'est assez logiquement que les pratiques mémorielles en hommage à l'auteur Cayennais se soient multipliés ces dernières décennies.
En effet, malgré la création d'une association en sa mémoire trois mois après la disparition de Léon Gontran Damas, ce n'est qu'au tournant du XXe et du XXIe siècle que l'Association des Amis de Léon Damas (ASSALD) aura un retentissement grandissant grâce notamment, à l'appui matériel et financier apporté par les institutions locales. Dès lors, l'association sera à l'origine de nombreux travaux commémoratifs en l'honneur du chantre de la nouvelle identité guyanaise. L'ASSALD a participé, voire initié l'élaboration de trois colloques sur l'auteur qui ont eu lieu à Cayenne en 1998 pour le 30e anniversaire de sa disparition, en 2012 pour fêter le centenaire de sa naissance et enfin en 2018, pour rappeler les 40 ans de l'association mais aussi pour commémorer le décès du chantre de la Négritude. Néanmoins le raturage du visage de Léon-Gontran Damas sur le panneau installé en son honneur dans l'allée des Trois Fleuves peut probablement démontrer que sa vie et son œuvre sont encore trop méconnues du grand public. Pourtant, en 2014, un appel à projets visant à diffuser l’œuvre de Damas au grand public a été initié par le magazine Une Saison en Guyane. L'association River Side Music répond à cet appel en faisant participer plusieurs artistes dont Elsa Martine ou Skandalyze afin de constituer l'album Tribute To Léon Gontran Damas qui a été divisé à 3 000 exemplaires dans le numéro 13 d'une Saison en Guyane.

#### Bâtiments et voiries en hommage à Damas

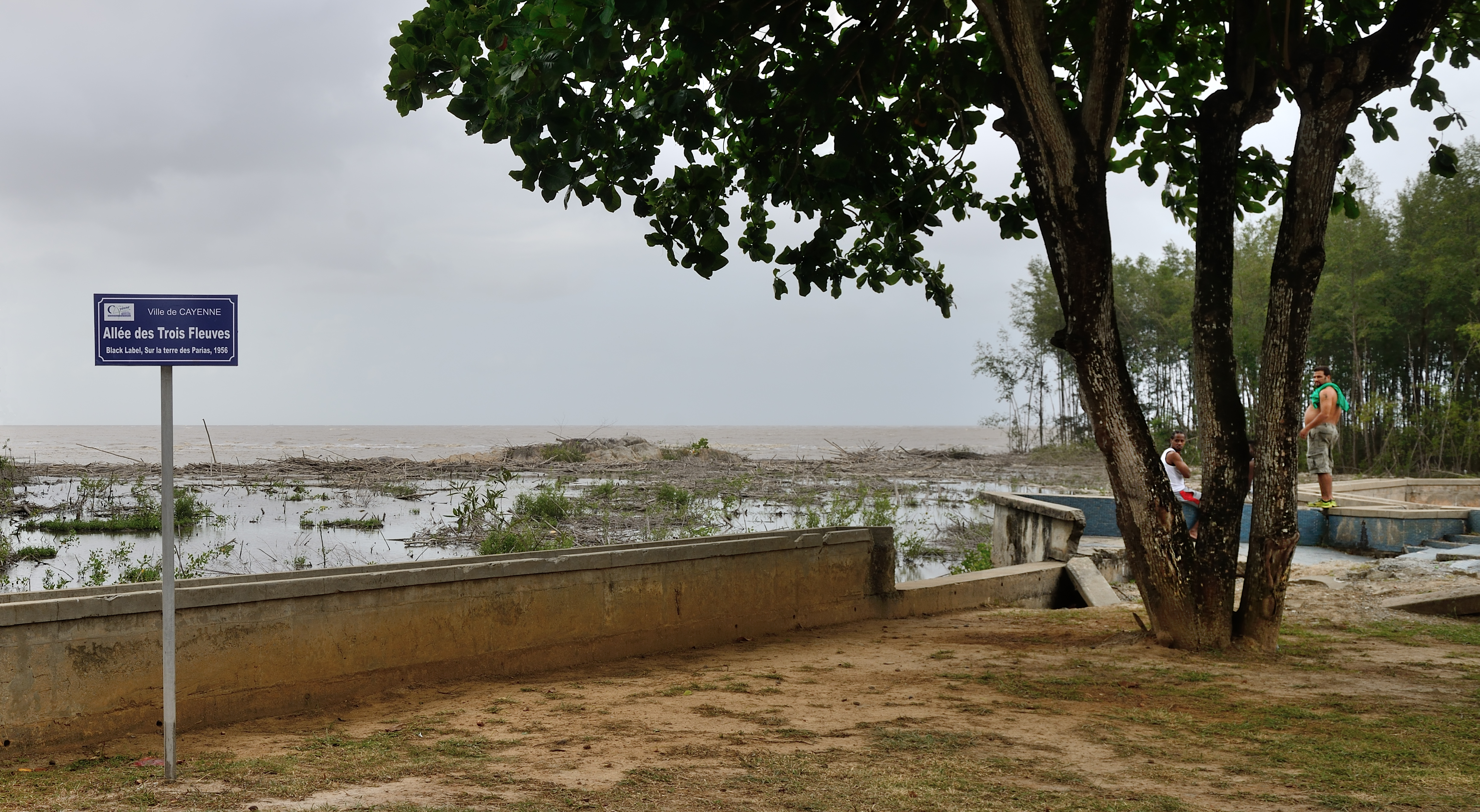
Allée des Trois Fleuves (Cayenne) en hommage à l’œuvre de Léon Gontran Damas

- Rentrée scolaire de 1991/1992 : Le lycée général et technologique de Remire-Montjoly est inauguré sous le nom de Lycée Léon Gontran Damas[34].

- Mai 2014 : L’Établissement Public de Coopération Culturelle des Arts Vivants de Guyane (EPCC) créé le 30 avril 2013, est nommé Les Trois Fleuves à la suite d'une consultation populaire[35]. Ce nom fait écho aux vers faisant référence à la triple origine (Africaine, Amérindienne et Européenne) de Léon Gontran Damas qu'il a publié dans son recueil de poèmes Black Label.
- École élémentaire Just Hyacine, Cayenne. (Voir ci-dessus, la sous-section Le poème Hoquet, un exemple de critique du Colonialisme)
- Allée des Trois Fleuves (Cayenne) avec le panneau retraçant la vie et l’œuvre de l'écrivain cayennais.

## Œuvres

### Poésie
- Pigments, Guy Lévis Mano, (1937), Présence africaine, (1962).
- Poèmes nègres sur des airs africains, Guy Lévis Mano, (1948).
- Graffiti, Seghers, (1952).
- Black-Label, Gallimard, (1956).
- Névralgies, Présence africaine, (1966)[36].
- Yani des Eaux, Présence africaine, (1967)[17].
- Solde, Présence africaine, (1972).
- Dernière Escale, Éditions Le Regard du Texte, 2012. Poèmes inédits.

### Essais
- Retour de Guyane, José Corti, (1938).
- Poètes d’expression française, Seuil, (1947).
- Poèmes nègres sur des airs africains, G.L.M. Éditeurs, (1948).

### Contes
- Veillées noires, Contes Nègres de Guyane. Stock, 1943. Montréal/Ottawa : Leméac, (1972).

### Audiographie
- "Léon Gontran Damas, entre fureur et désenchantement", présenté sur France Culture par Antoine Perraud dans l'émission de radio Tire ta langue, 11 décembre 2011[37].
- "Léon-Gontran Damas: un homme au carrefour des frustrations", présenté sur Rfi par Sayouba Traoré dans l'émission de radio Les grandes voix d'Afrique, 2016[38]
- "Léon Gontran Damas (1912-1978) par Daniel Maximin", présenté sur France Culture par Sophie Nauleau dans l'émission de radio Ça rime à quoi, 20 novembre 2011[39].
- "Les chemins de traverse de Léon-Gontran Damas", présenté par Marie-Hélène Fraïssé dans l'émission Tout un monde sur France Culture, 2016[40]
- "Tribute to Léon Gontran Damas", Elsa Martine, Romana Jean-Bertrand, Jean Janel [et al], Une Saison en Guyane, Cayenne, 2015[41]

#### Ouvrages sur Damas
- Antonella Emina, Léon-Gontran Damas. Cent ans en noir et blanc, Paris, CNRS éditions, 2014.
- Claude Liauzu (dir.), Dictionnaire de la colonisation française, Paris, Larousse, 2007, p. 235-236.
- Roland Brival, Nègre de personne, Paris, Gallimard, 2016[40].
- Monique Dorcy et Lydie Ho-Fong-Choucoutou, Léon-Gontran Damas, Montreuil, Les Editions du Manguier, 2016[42].
- Johannie Lapierre, La communication : de l’écart à la rencontre dans Pigments suivi de Névralgies de Léon-Gontran Damas, Québec, Université Laval - Mémoire de maîtrise, 2016, 122 p. (lire en ligne)

#### Articles
- Laurence M. Porter, « An Equivocal Negritude : Léon–Gontran Damas's Lyric Masterpiece, Black-Label (1956) », Research in African Literatures,‎ 2010.
- Kathleen Gyssels, « Léon-Gontran Damas et le mythe de l'Amérindien », Dalhousie French Studies, vol. 86, Littératures francophones: Mythes et exotismes à l'ère de la mondialisation,‎ 2009, p. 45-56 (lire en ligne).
- Léon-Gontran Damas, « Discours de Guyane 1947 », Présence Africaine,‎ 2013, p. 87 à 94 (lire en ligne).
- Léon-Gontran Damas, « Price-Mars, le Père du haïtianisme », Présence Africaine, vol. xxxii-xxxiii, no. 4, 1960, pp. 166-178[43].
- Léon-Gontran Damas, « Trois Poèmes », Présence Africaine,‎ 1965, p. 5 à 8 (lire en ligne).
- Léon-Gontran Damas, « Structures de la littérature afro-latino-américaine », Présence africaine, vol. 2013/1-2, nos 187-188,‎ 2013, p. 71-82 (lire en ligne).
- Toumson Roger, « Les littératures caribéennes francophones, Problèmes et perspectives », Cahiers de l'Association internationale des études francaises, vol. 55,‎ 2003, p. 103-121 (lire en ligne).
- Dewitte Philippe, Claude McKay (trad. Michel Fabre), « Banjo », Hommes et Migrations, vol. 1221, septembre-octobre 1999, Immigration, la dette à l'envers,‎ 1999, p. 133-134 (lire en ligne).
- Antonella Emina (dir.), « Léon-Gontran Damas : Cent ans en noir et blanc », Studi Francesi, vol. 180 (LX,‎ 2016 (lire en ligne)
- Kathleen M. Gyssels, « In Search of the Talented Tenth : Léon-Gontran Damas et Albert Helman face à l’Amérind’ « cambriolée » », Le postcolonial comparé,‎ 2014, p. 225 à 242 (lire en ligne)
- Antonella Emina (dir.), « léon damas, étoile pigmentée de graffiti… », Léon-Gontran Damas. Cent ans en noir et blanc,‎ 2016, p. 15-18 (lire en ligne).
- Tshitenge Lubabu, « Négritude : Léon-Gontran Damas, le troisième homme », jeuneafrique,‎ 2012 (lire en ligne).
- Léon-Gontran Damas, « Obsession », L'Étudiant noir,‎ 1935 (lire en ligne)
- Eric Amiens, « Il y a 40 ans disparaissait Léon Gontran Damas (1912–1978) », Rfi,‎ 2018 (lire en ligne).
- Léo Elisabeth, « Compte Rendu Retour de Guyane », Outre-mers, t. 92, nos 346-347,‎ 2005 (lire en ligne).

### Colloques
- Léon-Gontran Damas : un homme, un nègre en quête de l'universel : Colloque international de Cayenne, 3-8 novembre 1998, Cité Administrative de Guyane[44].
- Léon-Gontran Damas : poète, écrivain patrimonial et postcolonial. Quels héritiers, quels héritages au seuil du XXIe siècle ? : Colloque international, les 19 et 20 avril 2012. Université des Antilles et de la Guyane[45],[46].
- Léon-Gontran Damas : 40e anniversaire de sa disparition (1978-2018) : Conférences organisées par l'Association des Amis de Léon Damas (ASSALD), les 7 et 8 septembre 2018, Campus de Troubiran, Université de Guyane[47].

### Filmographie
- Errance, film documentaire de Benjamin Jules-Rosette, musique de Manu Dibango, Mémoires du Sud, Paris, 1980, 28 min (VHS)[48]
- Léon-Gontran Damas de Sarah Maldoror, Matouba Films, 1994, 26 minutes[49],[50]
- L.G Damas : le nègre fondamental, film de Jean-Michel Martial, Bibliothèque publique d'information, Paris, 2009 (cop. Les Productions de la Lanterne, RFO Guyane, 2004), 52 min (DVD)
- Léon-Gontran Damas a franchi la ligne, film de Koffi Kwahulé, Axe Sud, RFO Outre-mer, 2008, 63 min (DVD), spectacle de la compagnie AWA Production, filmé pendant le Festival d'Avignon 2008 à la Chapelle du Verbe incarné